# アルブレヒト2世 (ザクセン＝ヴィッテンベルク公)
アルブレヒト2世（Albrecht II., 1250年 - 1298年8月25日）は、アスカニア家の選帝侯で帝国元帥（Erzmarschall）、ザクセン＝ヴィッテンベルク公（在位：1260年 - 1298年）。

## 生涯
1260年に父アルブレヒト1世が死去し、アルブレヒト2世と兄ヨハン1世はザクセン公領および帝国元帥の位を共同で相続した。兄ヨハン1世は後にザクセン＝ラウエンブルク公領となる地域を、アルブレヒト2世は後にザクセン＝ヴィッテンベルク公領となる地域をそれぞれ支配した。
1269年にマグデブルク城伯領を手に入れた後、ヨハン1世が支配するザクセン＝ラウエンブルクとアルブレヒト2世が支配するザクセン＝ヴィッテンベルクの最終的な分割が確定した。
ヴィッテンベルクの発展のため、アルブレヒト2世は1293年6月27日に町に都市法を与え、特権を付与した。父のように、領地を守るためアルブレヒト2世は激しい戦いをする必要はなかったが、それでもマグデブルク大司教ギュンター1世との間とは常に紛争が絶えなかった。1298年、マグデブルク司教との間で衝突が起こった。アルブレヒト2世はこの時すでに頭に矢を受け重傷を負っていたが、この時のアケンにおける衝突においてやりで突かれたことにより命を落とした。
アルブレヒトの遺体はヴィッテンベルクに運ばれ、アスカニア家の埋葬地となっていたフランシスコ会修道院の聖歌隊席の真ん中に埋葬された。1883年にアルブレヒト2世が改葬されたとき、公爵が粗い亜麻布のシャツに覆われて埋葬されていたことが明らかとなった。そのシャツの胸の部分には錆びた鉄片の跡が確認された。

## 子女
1273年10月24日、アーヘンにおいてドイツ王ルドルフ1世の娘アグネス（1257年頃 - 1322年）と結婚し、6人の子女をもうけた。
- ルドルフ1世（1284年頃 - 1356年） - ザクセン選帝侯
- オットー（1349年没） - ルチー・フォン・ダルマティアと結婚
- アルブレヒト（1285年頃 - 1342年） - パッサウ司教（1320年 - 1342年）
- ヴェンツェル（1327年3月17日没） - ハルバーシュタットの司祭
- エリーザベト（1341年3月3日没） - 1317年にオビッツォ3世・デステと結婚
- アンナ（1327年11月22日没） - 1308年8月8日にフリードリヒ1世の息子フリードリヒ（1293年 - 1315年）と結婚、1315年7月6日にメクレンブルク公ハインリヒ2世と結婚。